# Josse Boutmy
Pour les articles homonymes, voir Boutmy.
Josse Boutmy (Charles-Joseph), né le 1er février 1697 à Gand et mort le 27 novembre 1779 à Bruxelles, est un organiste et claveciniste des Pays-Bas méridionaux qui s'installa à Bruxelles.

## Biographie
Josse Boutmy travailla à la collégiale Sainte-Gudule, pour le prince de Tour et Tassis (1736), et comme organiste à la Chapelle royale de Bruxelles (1744-1777). Il était issu d'une famille de musiciens, comme son grand-père, son père, son frère aîné et plusieurs de ses 16 enfants, dont trois feront une carrière musicale. Son frère ainé Jacques Adrien Boutmy (1683-1719) était organiste à la cathédrale Sainte-Gudule à Bruxelles.
Il a publié quatre recueils de pièces pour le clavecin :
- Petites suites de pièces de clavecin (Bruxelles, entre 1736 et 1738)
- Premier livre (Paris, 1738)
- Second livre (Paris, 1740-44)
- Troisième livre (Bruxelles, vers 1749) dédié au gouverneur Charles de Lorraine.

Son style est une synthèse de différentes influences européennes : française (François Couperin, Rameau, Duphly), italienne (Domenico Scarlatti), allemande (Haendel, Carl Philipp Emanuel Bach) et ses pièces juxtaposent des éléments de la suite classique, des pièces de caractère et des mouvements de sonate, comme le pratiqua aussi un collègue musicien bruxellois contemporain : Joseph-Hector Fiocco.

## Discographie
- Premier livre de pièces pour clavecin, Paris 1738, par Mario Raskin (La Follia Madrigal,LFM30301)
- Second livre de pièces de clavecin contenant six suites, par Brigitte Haudebourg (Arcobaleno)
- Troisième livre de pièces de clavecin, par Isabelle Sauveur (Coda)